# Републикански път II-53
Републикански път II-53 е второкласен път, част от републиканската пътна мрежа на България, преминаващ по територията на области Велико Търново, Сливен, Ямбол и Бургас. Дължината му е 212,1 km, която го прави трети по дължина второкласен път в България след Републикански път II-37 и Републикански път II-11.
Пътят започва при 90,9 km на Републикански път I-5, в центъра на село Поликраище и се насочва на югоизток. Преминава през село Първомайци, пресича река Янтра и през градовете Горна Оряховица и Лясковец достига до Републикански път I-4 при неговия 136,4 km. След това преминава през селата Драгижево и Мерданя, слиза в долината на река Веселина (ляв приток на Стара река), минава през село Миндя и достига до Златаришка река (десен приток на Веселина). По нейната проломна долина се насочва на юг, нагоре по реката и достига до източната част на град Елена, където завива на изток. Тук пътят последователно преминава през селата Марян, Беброво и Константин, при село Майско, завива на юг, слиза в долината на Стара река и навлиза в Сливенска област.
Тук Републикански път II-53 преминава по долината на Стара река, минава през село Стара река и започва изкачване по северния склон на Стара планина. През прохода Вратник (1050 м) преодолява планината и по южните ѝ склонове, село Бяла и долината на Асеновска река (ляв приток на Тунджа) се спуска в центъра на град Сливен. Оттук пътят продължава на югоизток през Сливенското поле, минава през село Крушаре, пресича река Тунджа и навлиза в Ямболска област.
В Ямболска област пътят пресича най-източните, ниски разклонения на Сърнена Средна гора и отново се спуска в долината на Тунджа. Преминава през западната и южната част на град Ямбол, отново пресича река Тунджа и продължава на югоизток и изток покрай южните склонове на възвишениета Бакаджици. Последователно преминава през селата Калчево, Победа, Челник, Тамарино и Войника и навлиза в Бургаската низина и Бургаска област.
Преминава през селата Зорница, Загорци и Светлина и се спуска в долината на Средецка река. Преди град Средец пресича реката, минава през града и в източната му част се свързва с Републикански път II-79 при неговия 65,7 km.
По протежението на пътя вляво и вдясно от него се отделят 8 броя третокласни пътища, в т.ч. 2 броя с трицифрени номера и 6 броя с четирицифрени:
Третокласни пътища с трицифрени номера:
- при 145,6 km, в югозападната част на град Ямбол — надясно Републикански път III-536 (45,8 km) до 119,6 km на Републикански път II-55, западно от село Маца;
- при 210,3 km, в северната част на град Средец — наляво Републикански път III-539 (45,1 km) до град Айтос;

Третокласни пътища с четирицифрени номера:
- при 22,0 km, в село Мерданя — наляво Републикански път III-5301 (10,0 km) до град Златарица;
- при 28,3 km, в село Миндя — надясно Републикански път III-5302 (20,6 km) през селата Къпиново, Церова кория, Пчелище и Присово до 106,1 km на Републикански път I-5, североизточно от град Дебелец;
- при 141,9 km, в северозападната част на град Ямбол — наляво Републикански път III-5303 (4,8 km) до 5,8 km на Републикански път III-5305 (пътят е северен околовръстен път на град Ямбол);
- при 150,0 km, в югоизточната част на град Ямбол — надясно Републикански път III-5304 (6,6 km) до село Окоп;
- при 151,0 km, в югоизточната част на град Ямбол — наляво Републикански път III-5305 (23,0 km) през селата Веселиново, Завой и Желю войвода до 415,9 km на Републикански път I-6, източно от село Калояново (първите 5,8 km пътят е източен околовръстен път на град Ямбол);
- при 158,9 km, в село Калчево — надясно Републикански път III-5308 (38,8 km) през селата Саранско, Каменец и Стефан Караджово до 26,7 km на Републикански път II-79.

| Пътища, отклоняващи се надясно (населено място, № на пътя, посока на пътя)  | Км    | Пътища, отклоняващи се наляво (посока на пътя, № на пътя, населено място)   |
| --------------------------------------------------------------------------- | ----- | --------------------------------------------------------------------------- |
| Община Горна Оряховица, Област Велико Търново I-5, 90,9 km, с. Поликраище ← | 0,0   | ← с. Поликраище, 90,9 km, I-5, Област Велико Търново Община Горна Оряховица |
| (за 93,0 km на I-5) общински път, с. Първомайци ←                           | 5,4   | → с. Първомайци                                                             |
| с. Първомайци                                                               | 6,3   | → с. Първомайци, общински път (за с. Правда)                                |
| (до гр. Велико Търново) III-514, 45,3 km, гр. Горна Оряховица ←             | 10,8  | ← гр. Горна Оряховица, 45,3 km, III-514 (от 29,6 km на II-51)               |
| Община Лясковец                                                             | 11,9  | Община Лясковец                                                             |
| (за селата Арбанаси и Шереметя) общински път, гр. Лясковец ←                | 13,7  | → гр. Лясковец, общински път (за 39,2 km на III-514)                        |
| (от 155,8 km на I-3) I-4, 136,4 km →                                        | 15,8  | → 136,4 km, I-4 (до 107,3 km на I-2)                                        |
| (за селата Церова кория и Шереметя) общински път, с. Драгижево ←            | 17,1  | с. Драгижево                                                                |
| (за с. Драгижево) общински път ←                                            | 19,8  |                                                                             |
| с. Мерданя                                                                  | 22,0  | → с. Мерданя, 0,0 km, III-5301 (до гр. Златарица)                           |
| Община Велико Търново                                                       | 24,9  | Община Велико Търново                                                       |
| (до 106,1 km на I-5) III-5302, 0,0 km, с. Миндя ←                           | 28,3  | с. Миндя                                                                    |
| Община Златарица                                                            | 33,3  | Община Златарица                                                            |
|                                                                             | 35,0  | ← 22,1 km, III-4004 (от 154,1 km на I-4)                                    |
| Община Елена                                                                | 36,8  | Община Елена                                                                |
| (от 0,0 km на II-55) III-551, 35,9 km, гр. Елена →                          | 45,5  | гр. Елена                                                                   |
| (за с. Руховци) общински път ←                                              | 49    |                                                                             |
|                                                                             | 51,8  | → общински път (за с. Долни Марян)                                          |
| (за с. Руховци) общински път, с. Марян ←                                    | 52    | с. Марян                                                                    |
| (за с. Чакали) общински път, с. Марян ←                                     | 52,2  | с. Марян                                                                    |
| (за с. Давери) общински път ←                                               | 52,7  |                                                                             |
| (за с. Давери) общински път ←                                               | 54,8  | → общински път (за с. Петковци)                                             |
| с. Беброво                                                                  | 57    | → с. Беброво, общински път (за с. Попска)                                   |
|                                                                             | 60    | → общински път (за с. Козя река)                                            |
| с. Константин                                                               | 61,5  | с. Константин                                                               |
|                                                                             | 63,0  | ← 38,7 km, III-408 (от с. Камбурово)                                        |
| (за с. Крумчевци) общински път ←                                            | 66,3  | → общински път (за с. Томбето)                                              |
| с. Майско                                                                   | 68,8  | → с. Майско, общински път (за с. Зайчари)                                   |
| Община Сливен, Област Сливен                                                | 70,3  | Област Сливен, Община Сливен                                                |
|                                                                             | 73,2  | ← 28,0 km, III-484 (от 35,3 km на II-48)                                    |
| (за с. Средорек) общински път, с. Стара река ←                              | 73,2  | с. Стара река                                                               |
| (за с. Божевци) общински път ←                                              | 82,6  |                                                                             |
| проход Вратник                                                              | 87,2  | → проход Вратник, общински път (за с. Раково)                               |
| (за с. Новачево) общински път, с. Бяла ←                                    | 100,1 | → с. Бяла, общински път (за с. Въглен)                                      |
| (за с. Гавраилово) общински път ←                                           | 103,3 |                                                                             |
| гр. Сливен                                                                  | 118,3 | ← гр. Сливен, 38,1 km, III-488 (от с. Градец)                               |
| (от ГКПП Гюешево) I-6, 405,7 km →                                           | 123,6 | → 405,7 km, I-6 (до гр. Бургас)                                             |
| (за с. Гергевец) общински път ←                                             | 127,4 |                                                                             |
|                                                                             | 128,3 | → общински път (за с. Камен)                                                |
| (за с. Чокоба) общински път с. Крушаре ←                                    | 131,3 | с. Крушаре                                                                  |
| Община Тунджа, Област Ямбол                                                 | 134,1 | Област Ямбол, Община Тунджа                                                 |
| автомагистрала „Тракия“, 276,0 km →                                         | 135,3 | → 276,0 km, автомагистрала „Тракия“                                         |
| (за с. Хаджидимитрово) общински път ←                                       | 136,3 | → общински път (за с. Дражево)                                              |
| Община Ямбол                                                                | 138,9 | Община Ямбол                                                                |
| (от 95,1 km на II-55) III-555, 42,7 km, гр. Ямбол →                         | 141,9 | → гр. Ямбол, 0,0 km, III-5303 (до 5,8 km на III-5305)                       |
| (до 119,6 km на II-55) III-536, 0,0 km, гр. Ямбол ←                         | 145,6 | гр. Ямбол                                                                   |
| (до с. Окоп) III-5304, 0,0 km, гр. Ямбол ←                                  | 150,0 | гр. Ямбол                                                                   |
| гр. Ямбол                                                                   | 151,0 | → гр. Ямбол, 0,0 km, III-5305 (до 414,2 km на I-6)                          |
| Община Тунджа, (за с. Кукорево) общински път ←                              | 152,4 | Община Тунджа                                                               |
|                                                                             | 152,8 | → общински път (за с. Стара река)                                           |
| (до ГКПП Лесово - Хамзабейли) I-7, 265,1 km ←                               | 156,1 | ← 265,1 km, I-7 (от ГКПП Силистра - Кълъраш)                                |
| (до 30,7 km на II-79) III-5308, 0,0 km, с. Калчево ←                        | 158,9 | с. Калчево                                                                  |
| с. Победа                                                                   | 161,9 | с. Победа                                                                   |
| с. Челник                                                                   | 166,4 | с. Челник                                                                   |
| Община Стралджа                                                             | 169,6 | Община Стралджа                                                             |
| (за с. Саранско) общински път с. Тамарино ←                                 | 171,8 | с. Тамарино                                                                 |
| с. Войника                                                                  | 178,7 | с. Войника                                                                  |
| (до с. Голямо Крушево) III-707, 35,3 km ←                                   | 181,8 | ← 35,3 km, III-707 (от 226,8 km на I-7)                                     |
| Община Средец, Област Бургас                                                | 182,8 | Област Бургас, Община Средец                                                |
| с. Зорница                                                                  | 187,9 | с. Зорница                                                                  |
| (за с. Радойново) общински път ←                                            | 192,5 |                                                                             |
| (от 54,9 km на III-79) III-795, 22,0 km →                                   | 195,9 | → 22,0 km, III-795 (до 457,2 km на I-6)                                     |
| с. Загорци                                                                  | 198,9 | → с. Загорци, общински път (за селата Орлинци и Суходол)                    |
| с. Светлина                                                                 | 203,2 | с. Светлина                                                                 |
| гр. Средец                                                                  | 210,3 | → гр. Средец, 0,0 km, III-539 (до гр. Айтос)                                |
| (от гр. Елхово) II-79, 65,7 km, гр. Средец →                                | 212,1 | → гр. Средец, 65,7 km, II-79 (до гр. Бургас)                                |